# Dryopteris juxtaposita
Dryopteris juxtaposita är en träjonväxtart som beskrevs av Christ. Dryopteris juxtaposita ingår i släktet Dryopteris och familjen Dryopteridaceae. Inga underarter finns listade.